# 1321

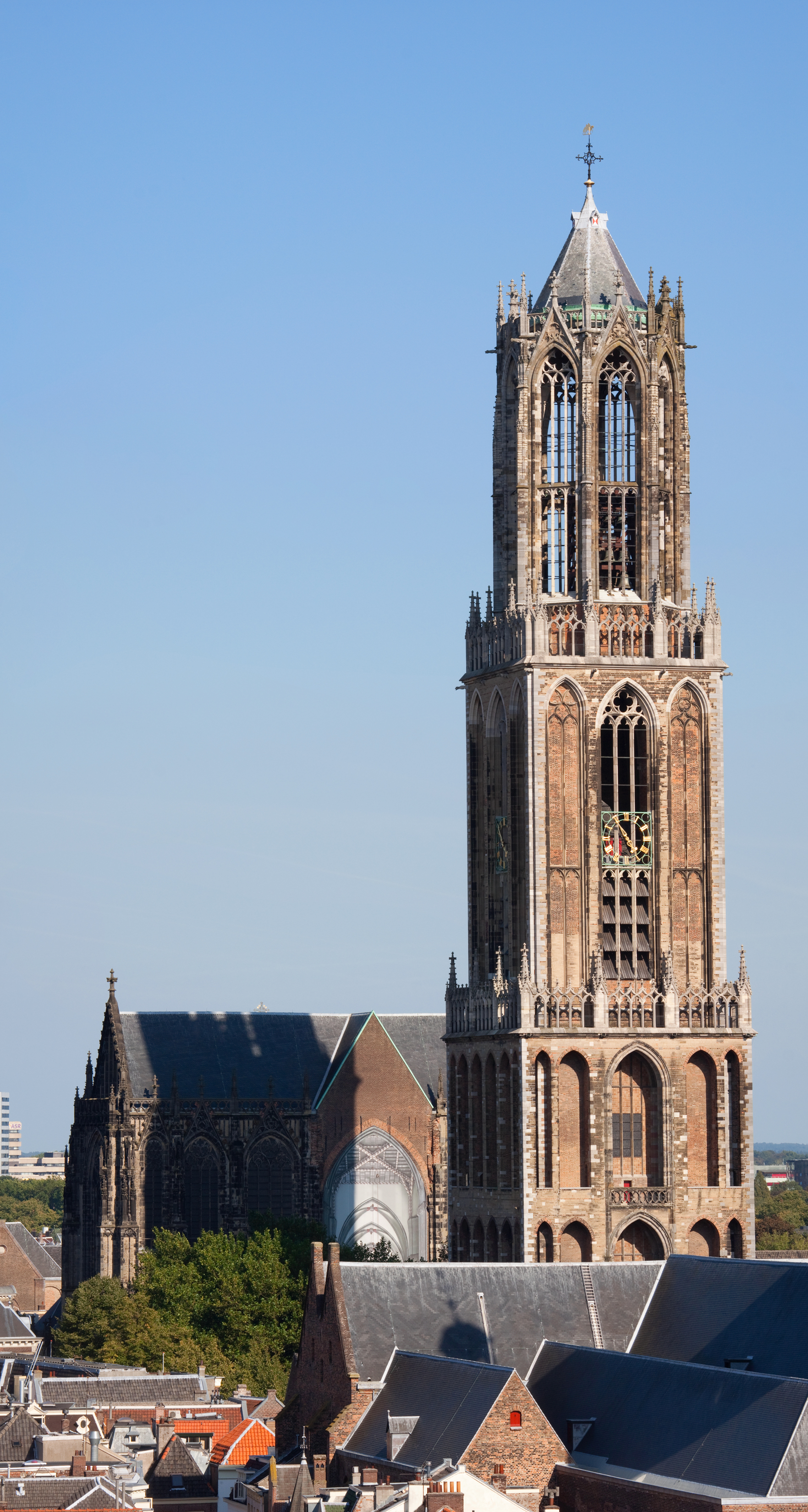
Domtoren Utrecht

Het jaar 1321 is het 21e jaar in de 14e eeuw volgens de christelijke jaartelling.

## Gebeurtenissen
- 26 juni - Eerstesteenlegging van de Domtoren te Utrecht.
- 29 september - Stadsbrand van Schoonhoven.
- De Universiteit van Florence wordt gesticht.
- In Villerouge-Termenès wordt Guillaume Bélibaste verbrand, vermoedelijk de laatste kathaar die dit lot ondergaat.
- oudst bekende vermelding: Stok

## Opvolging
- Delhi - Giyathuddin Tughluq in opvolging van Khusrau Khan
- Montbéliard - Reinoud van Bourgondië opgevolgd door zijn zoon Othenin onder regentschap van diens oom Hugo van Chalon
- Paderborn - Diederik II van Itter opgevolgd door Bernard V van Lippe
- Servië - Stefan Uroš II Milutin opgevolgd door zijn zoon Stefan Uroš III Dečanski

## Geboren
- 5 juli - Johanna van Engeland, echtgenote van David II van Schotland
- Waldemar IV, koning van Denemarken (1340-1375) (jaartal bij benadering)

## Overleden
- 10 januari - Maria van Brabant (66), echtgenote van Filips III van Frankrijk
- 16 maart - Humphrey de Bohun (~45), Engels edelman
- 23 april - Bolesław van Oels (~25), Pools edelman
- 1 juli - Maria de Molina (~56), echtgenote van Sancho IV van Castilië
- 14 september - Dante Alighieri (56), Italiaans dichter
- 29 oktober - Stefan Uroš II Milutin (~68), koning van Servië (1282-1321)
- 27 november - Cunigonde van Bohemen, (56) Boheems prinses, echtgenote van Bolesław II van Mazovië
- Johan II van Holstein-Kiel (~68), Duits edelman
- Maurice de Pagnac, officieus grootmeester van de Orde van Sint-Jan
- Reinoud van Bourgondië, graaf van Montbéliard
- Witte van Haemstede (~40), Hollands edelman
- ibn al-Banna, Marokkaans wiskundige (jaartal bij benadering)
- Yunus Emre, Turks mysticus (jaartal bij benadering)